# Nataliya Burdeina
Nataliya Andrivna Burdeina (en ucraniano: Наталія Андріївна Бурдейна; Odesa, URSS, 30 de enero de 1974) es una deportista ucraniana que compitió en tiro con arco, en la modalidad de arco recurvo.
Participó en dos Juegos Olímpicos de Verano, obteniendo una medalla de plata en Sídney 2000, en la prueba por equipo (junto con Olena Sadovnycha y Kateryna Serdiuk), y el sexto lugar en Atenas 2004, en la misma prueba.
Ganó dos medallas en el Campeonato Mundial de Tiro con Arco al Aire Libre, en los años 2003 y 2005, y cuatro medallas en el Campeonato Mundial de Tiro con Arco en Sala, en los años 2001 y 2005.

## Palmarés internacional
| Juegos Olímpicos                 | Juegos Olímpicos            | Juegos Olímpicos  | Juegos Olímpicos |
| Año                              | Lugar                       | Medalla           | Prueba           |
| -------------------------------- | --------------------------- | ----------------- | ---------------- |
| 1996                             | Atlanta (Estados Unidos)    | Medalla de bronce | Individual       |
| 2000                             | Sídney (Australia)          | Medalla de plata  | Equipo           |
| Campeonato Mundial al Aire Libre |                             |                   |                  |
| Año                              | Lugar                       | Medalla           | Prueba           |
| 2003                             | Nueva York (Estados Unidos) | Medalla de bronce | Equipo           |
| 2005                             | Madrid (España)             | Medalla de plata  | Equipo           |
| Campeonato Mundial en Sala       |                             |                   |                  |
| Año                              | Lugar                       | Medalla           | Prueba           |
| 2001                             | Florencia (Italia)          | Medalla de bronce | Individual       |
| 2001                             | Florencia (Italia)          | Medalla de bronce | Equipo           |
| 2005                             | Aalborg (Dinamarca)         | Medalla de oro    | Individual       |
| 2005                             | Aalborg (Dinamarca)         | Medalla de plata  | Equipo           |